# Placówka Straży Granicznej w Zakopanem

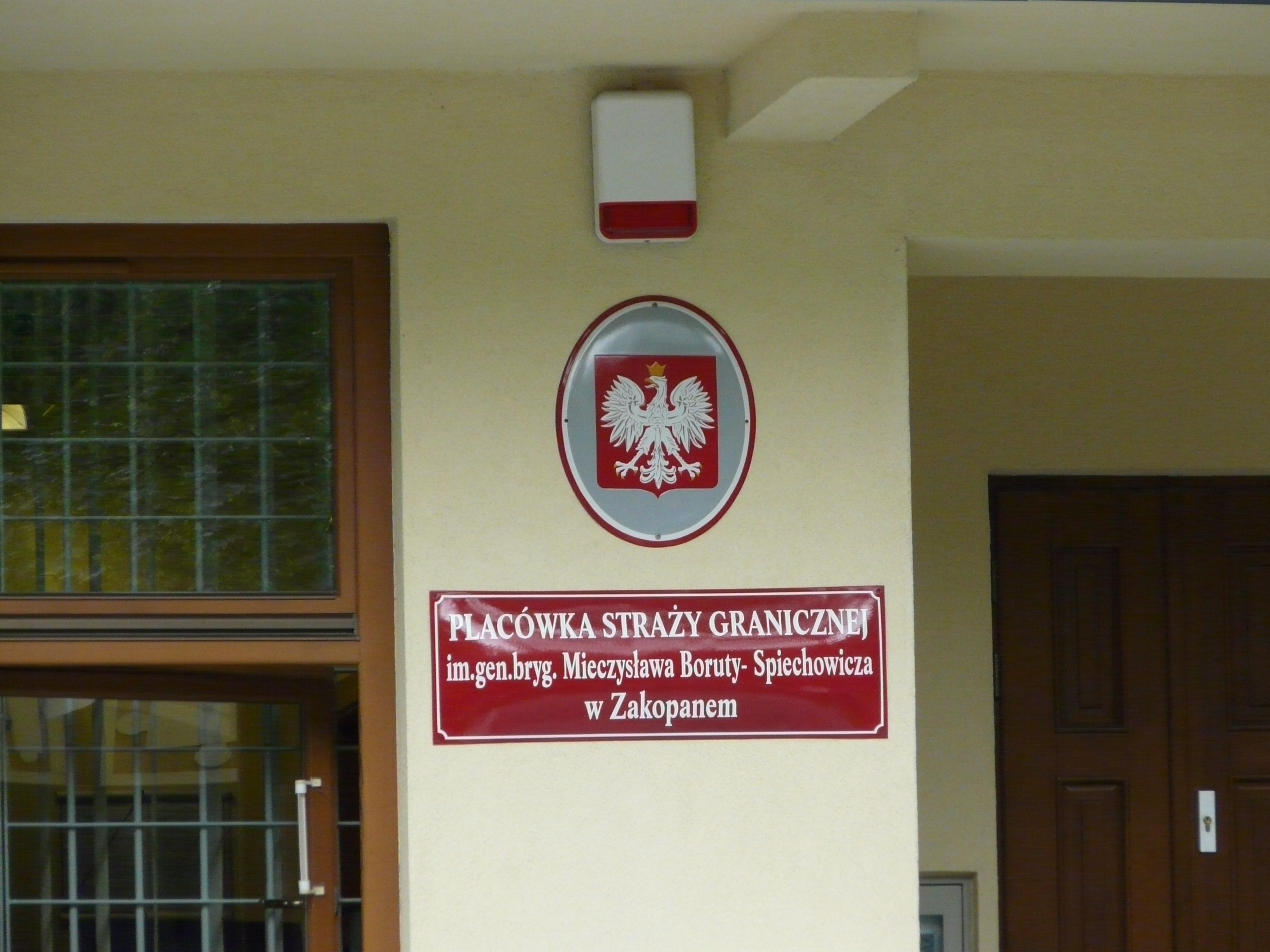
Tablice na budynku PSG w Zakopanem (lipiec 2016)

Placówka Straży Granicznej w Zakopanem imieniem gen. bryg. Mieczysława Ludwika Boruty-Spiechowicza – graniczna jednostka organizacyjna Straży Granicznej realizująca zadania w ochronie granicy państwowej na granicy z Republiką Słowacką.

## Formowanie i zmiany organizacyjne
Placówka Straży Granicznej w Zakopanem (PSG SG w Zakopanem) z siedzibą w miejscowości Zakopane, została powołana 24 sierpnia 2005 roku w strukturach Karpackiego Oddziału Straży Granicznej z przemianowania Strażnicy Straży Granicznej w Zakopanem.
1 lipca 2013 roku Placówka SG w Zakopanem weszła w podporządkowanie nowo utworzonego Śląsko-Małopolskiego Oddziału Straży Granicznej w Raciborzu, a 1 września 2016 roku ponownie wróciła w podporządkowanie utworzonego Karpackiego Oddziału Straży Granicznej.
5 czerwca 2016 roku Placówce SG w Zakopanem nadano imię gen. bryg. Mieczysława Ludwika Boruty-Spiechowicza oraz przekazano proporzec ufundowany przez Społeczeństwo Powiatu Tatrzańskiego. Ponadto odsłonięto tablicę pamiątkową poświęconą ww. generałowi, ufundowaną ze środków zbiórki koleżeńskiej przeprowadzonej przez NSZZ FSG w Komendzie Śląsko-Małopolskiego Oddziału Straży Granicznej w Raciborzu.
Od 1 lipca 2017 roku w ramach placówki SG w Zakopanem funkcjonuje Grupa Zamiejscowa w Rabce-Zdroju.
Budynek placówki SG w Zakopanem został poddany gruntownej modernizacji w latach 2007-2010 .

## Terytorialny zasięg działania
Stan z 9 sierpnia 2017
Obszar działania Placówki Straży Granicznej w Zakopanem obejmował:
- Od znaku granicznego nr II/66 do znaku gran. nr III/90.

Linia rozgraniczenia z:
1. Placówką Straży Granicznej w Tarnowie: włączony zn. gran. nr II/66, dalej granicą gmin Piwniczna-Zdrój i Szczawnica, Rytro i Szczawnica, Stary Sącz i Szczawnica, Łącko i Szczawnica, Łącko i Krościenko n/Dunajcem oraz Łącko i Ochotnica Dolna.
2. Placówką Straży Granicznej w Bielsku-Białej: wyłączony zn. gran. III/90, dalej granicą gmin Zawoja i Jeleśnia, Zawoja i Koszarawa, Stryszawa i Koszarawa oraz Stryszawa i Jeleśnia.

- Poza strefą nadgraniczną obejmował powiaty: myślenicki, limanowski, wadowicki, oświęcimski, chrzanowski, wielicki, z powiatu nowotarskiego gmina Rabka-Zdrój z powiatu suskiego gminy: Jordanów, Jordanów, Budzów, Zembrzyce, Sucha Beskidzka.

Stan z 25 kwietnia 2014.
Obszar działania placówki Straży Granicznej w Zakopanem obejmował:
- Odcinek granicy od znaku gran. nr II/66 do znaku gran. nr III/90.

Linia rozgraniczenia z:
1. Placówką Straży Granicznej w Tarnowie: włączony znak graniczny nr II/66, dalej granicą gmin Piwniczna Zdrój i Szczawnica, Rytro i Szczawnica, Stary Sącz i Szczawnica, Łącko i Szczawnica, Łącko i Krościenko n/Dunajcem oraz Łącko i Ochotnica Dolna.
2. Placówką Straży Granicznej w Bielsku-Białej: wyłączony znak graniczny nr III/90, dalej granicą gmin Zawoja i Jeleśnia, Zawoja i Koszarowa, Stryszawa i Koszarowa oraz Stryszawa i Jeleśnia.

- Poza strefą nadgraniczną obejmował powiaty: myślenicki, limanowski, z powiatu nowotarskiego gmina Rabka Zdrój, z powiatu suskiego gminy: Jordanów (g.m.), Jordanów, Budzów, Zembrzyce, Sucha Beskidzka.

Stan z 1 sierpnia 2011
Obszar działania Placówki Straży Granicznej w Zakopanem obejmował:
- Odcinek granicy od znaku gran. nr II/66 do znaku gran. nr III/82.

Linia rozgraniczenia z:
1. Placówką Straży Granicznej w Piwnicznej-Zdroju: włącznie zn. gran. nr II/66, dalej granicą gmin Piwniczna-Zdrój, Rytro, Stary Sącz i Łącko oraz Szczawnica, Krościenko n. Dunajcem i Ochotnica Dolna.
2. Placówką Straży Granicznej w Żywcu: wyłącznie zn. gran. nr III/82, dalej granicą gmin Lipnica Wielka, Jabłonka, Spytkowice i Raba Wyżna oraz Zawoja i Bystra-Sidzina.

Poza strefą nadgraniczną obejmował powiaty: myślenicki, wielicki, z powiatu nowotarskiego gmina Rabka-Zdrój.

### Placówki sąsiednie
- Placówka SG w Piwnicznej-Zdroju ⇔ Placówka SG w Żywcu – 01.08.2011
- Placówka SG w Tarnowie ⇔ Placówka SG w Bielsku-Białej – 09.08.2017.

## Komendanci placówki
- płk SG Grzegorz Skrzypek (był do 18.03.2015)[10]
- mjr SG Jerzy Łukasik (był od 15.04.2015 do 10.09.2016)[11]
- mjr SG/ppłk SG Wiesław Górski (od 10.09.2016 do 1.03.2021)[12]
- mjr/ppłk SG Andrzej Karkoszka  (01.03.2021–nadal)[13]